# John Franklin Enders
John Franklin Enders, ameriški virolog in akademik, nobelovec, * 10. februar 1897, West Hartford, Connecticut, Združene države Amerike, † 8. september 1985, Waterford.
Kot raziskovalec pediatrične bolnišnice v Bostonu je vodil skupino, ki je odkrila način za umetno gojenje virusa otroške ohromelosti, kar so drugi raziskovalci nato izkoristili za razvoj cepiva proti tej nevarni bolezni. Za ta dosežek je leta 1954 s svojima mlajšima sodelavcema Thomasom H. Wellerjem in Frederickom C. Robbinsom prejel Nobelovo nagrado za fiziologijo ali medicino. Kasneje je skupina pod njegovim vodstvom samostojno razvila cepivo proti ošpicam.

## Življenjepis
Rodil se je v premožni in ugledni družini finančnikov iz Hartforda; njegov oče je bil bankir in je sinu omogočil šolanje na elitnih šolah, sprva v pripravljalni šoli za dečke St. Paul’s v Concordu (New Hampshire), čemur je sledil prvostopenjski študij na Univerzi Yale, med katerim se je aktivno ukvarjal z veslanjem, hokejem in nogometom. Študij je prekinila prva svetovna vojna, med katero je služil kot letalski inštruktor v rezervni sestavi Vojne mornarice, po diplomi leta 1919 pa ga je čakala služba nepremičninskega posrednika v očetovem podjetju. Vendar ga takšna kariera ni zanimala. Razmišljal je o poklicu profesorja angleščine, zato je kmalu vpisal podiplomski študij na Univerzi Harvard, kjer je najprej študiral filologijo antičnih Keltov, a po magisteriju leta 1922 ni našel področja, ki bi ga pritegnilo, tako da je od študija odnesel le ljubezen do klasikov angleške književnosti.
Za biologijo se je začel zanimati šele v tem času, ko je prek sostanovalca v študentskem domu spoznal mikrobiologa Hansa Zinsserja. Področje ga je povsem prevzelo, tako da se je leta 1927 pridružil Zinsserjevi skupini kot študent. Tega leta se je poročil s Sarah Bennett, s katero je imel sina in hči. Otroka sta z ženo že zgodaj poslala od doma na šolanje, zato si niso bili blizu. Strokovno se je sprva ukvarjal z reakcijami sistema komplementa in protiteles na okužbo organizma s pnevmokoki ter raziskoval biološke osnove virulentnosti. Po doktoratu leta 1930 je dobil položaj inštruktorja na Harvardu, kjer je kot predavatelj deloval do konca svoje kariere.

### Delo z virusi
Kasneje se je preusmeril v virologijo, kar je verjetno spodbudila smrt njegove žene, ki je leta 1943 podlegla virusnemu miokarditisu. Že konec 1930. let je izvajal poskuse s prenašanjem povzročiteljev virusnih boleni pri živalih, med drugo svetovno vojno pa se je posvečal predvsem preprečevanju širjenja nalezljivih bolezni pri vojaškem osebju, glavni predmet njegovega zanimanja je bil mumps. Odkritja so predstavljala osnovo za kasnejši razvoj cepiva. V tem času je vzporedno pričel tudi z raziskavami gojenja virusov in vitro v tkivnih kulturah ter razvijal tehnike, pri čemer je sodeloval Weller kot doktorski študent. Medvojna leta so bila sicer težavna, saj je umrl njegov mentor Zinsser, nakar je Enders prevzel vodenje njegovega oddelka, kar je pomenilo večjo obremenitev s predavanji in administrativnim delom, nad čemer ni bil navdušen.
Po vojni je na povabilo Charlesa Janewaya in Sidneyja Farberja vzpostavil laboratorij za raziskave nalezljivih bolezni v bostonski pediatrični bolnišnici in preusmeril aktivnost svoje skupine k raziskovanju virusov, ki povzročajo izpuščaje pri otrocih, kot sta virusa ošpic in noric. Takrat se je na Wellerjevo spodbudo laboratoriju pridružil Robbins. Med delom z gojenjem virusa noric v kulturi kožnega in mišičnega tkiva je Weller brez posebnih pričakovanj inokuliral nekaj odvečnih epruvet z virusom otroške ohromelosti, za katerega je takrat veljalo, da se ne razmnožuje izven živčnega tkiva. Na navdušenje vseh je virus uspeval tudi v takem mediju, zato so hitro opustili raziskave ošpic in noric. Otroška ohromelost je namreč veljala za eno najstrašnejših otroških bolezni, tehnike gojenja in detekcije ter razločevanja sevov, ki jih je v naslednjih letih razvil Enders s sodelavci, pa so pomenile ključen preboj, na podlagi katerega so drugi raziskovalci razvili prva učinkovita cepiva (najprej Jonas Salk z inaktiviranim, nato Albert Sabin z atenuiranim virusom). Leta 1951 se je vnovič poročil, tokrat s Carolyn Keane, in postal očim njenemu sinu iz prejšnjega zakona.
Po uspehu z virusom otroške ohromelosti se je Enders vrnil k problematiki virusa ošpic. S sodelavci, med katerimi so bili Thomas Peebles, Samuel Katz in Milan Milovanović, je s podobnim pristopom kot so ga uporabili pri otroški ohromelosti razvil tehniko gojenja virusov v tkivni kulturi. Tokrat se je po dogodkih ob razvoju cepiva proti otroški ohromelosti odločil, da bo neposredno bdel nad celotnim postopkom – Salka je namreč krivil za incident, ko je več sto otrok zbolelo za otroško ohromelostjo po cepljenju z nezadostno inaktiviranimi virusi. Pri izdelavi cepiva je njegova skupina ubrala pristop z atenuacijo, tako, da so virus postopoma prilagodili na drugega gostitelja (človek je edini naravni gostitelj virusa ošpic), kar je hkrati poenostavilo industrijsko proizvodnjo cepiva. Prvi produkt so glavni raziskovalci testirali na sebi, nato pa na otrocih. Cepivo je bilo v ZDA licencirano leta 1963 in do konca desetletja se je pojavnost ošpic v državi zmanjšala za tisočkrat. Pri tem Enders ni želel patentirati svojih odkritij, tako da se je raziskavam hitro pridružilo več skupin na različnih univerzah, cepivo pa je začelo izdelovati sedem farmacevtskih podjetij.
Enders se je še naslednjih nekaj let ukvarjal z izboljševanjem cepiva in epidemiologijo ošpic, v tem, zadnjem odbdobju svoje kariere pa se je vzporedno posvečal tudi nekaterim bolj temeljnim vprašanjem virologije, kot sta mehanizma odpornosti proti virusom in onkogeneza. V zgodnjih 1970. letih je počasi prenehal z raziskovanjem ter objavljanjem. V zadnjem obdobju življenja je postajal vse bolj slaboten in je vedno več časa ostajal doma. Umrl je mirno v družinskem krogu, ob branju T. S. Eliota na svojem domu, star 88 let.

## Priznanja
Preboj v raziskavah virusa otroške ohromelosti, ki ga je omogočilo delo njegove skupine, je hitro pritegnilo veliko pozornosti strokovne in širše javnosti. Pri tem je Enders aktivno poskrbel, da so bile zasluge priznane tudi njegovim mlajšim sodelavcem, predvsem Wellerju in Robbinsu, v nasprotju z navado, da je priznanj deležen samo vodja raziskav. Zelo hitro po prelomnemu odkritju, leta 1954, so vsi trije prejeli Nobelovo nagrado za fiziologijo ali medicino, Enders samostojno pa še nagrado Alberta Laskerja za temeljne medicinske raziskave. Ko je leta 1960 revija Time počastila ameriške znanstvenike z nazivom osebnosti leta, je bil eden od posebej izpostavljenih predstavnikov. Leta 1963 je prejel tudi predsedniško medaljo svobode, eno najvišjih ameriških civilnih odlikovanj.
Že leta 1953 je bil izvoljen za člana Nacionalne akademije znanosti ZDA in kasneje še drugih akademskih združenj, kot sta Nemška akademija znanosti Leopoldina in britanska Kraljeva družba. Trinajst univerz mu je podelilo častne doktorate.